# Wielkie Jeziora

Układ wielkich jezior

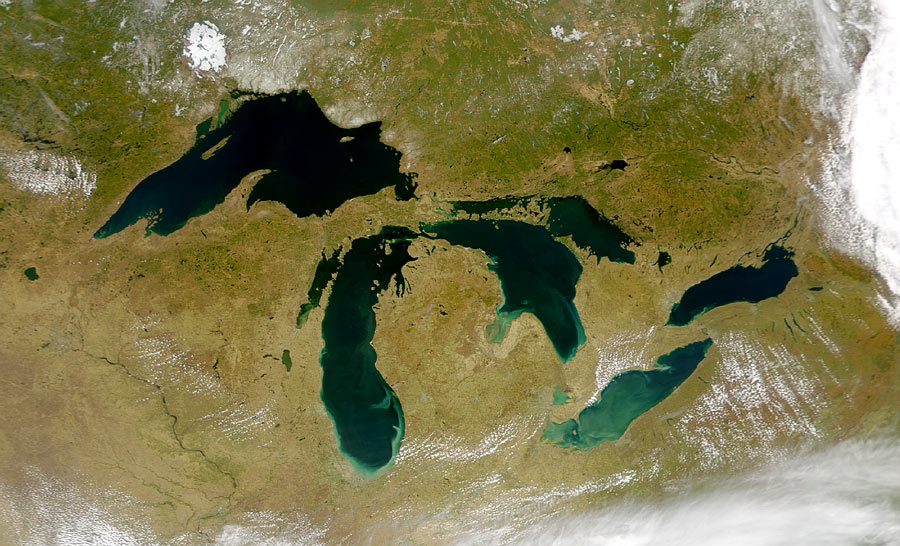
Wielkie Jeziora (zdjęcie satelitarne)

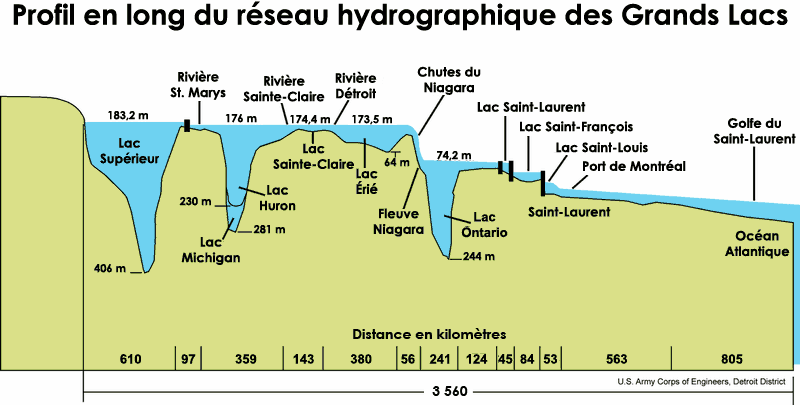
Profil systemu hydrologicznego Wielkich Jezior (Lac=Jezioro; Rivière, Fleuve=Rzeka)

Wielkie Jeziora (ang. Great Lakes) – grupa pięciu jezior pochodzenia tektoniczno–polodowcowego w Ameryce Północnej, na pograniczu Kanady i Stanów Zjednoczonych.
Są to następujące jeziora:
- Górne, 82 101 km²
- Huron, 59 610 km²
- Michigan, 57 800 km²
- Erie, 25 700 km²
- Ontario, 18 960 km²[2].

Lustra wody poszczególnych akwenów położone są na różnych wysokościach, przy czym różnica między poziomem Jeziora Górnego a jeziora Ontario wynosi 108 metrów. Wyjątek stanowią Michigan i Huron, połączone cieśniną Mackinac i hydrologicznie stanowiące jeden zbiornik wodny. Sumaryczna objętość Wielkich Jezior tworzy drugi co do wielkości (po Bajkale) zbiornik wody słodkiej na kuli ziemskiej.
Jeziora połączone są ze sobą cieśninami, rzekami i kanałami. Razem z wypływającą z Ontario Rzeką Świętego Wawrzyńca tworzą śródlądową Drogę Wodną Świętego Wawrzyńca o długości 3770 km i stanowią ważny szlak wodny, mający również połączenie z dorzeczem rzek Missisipi i Hudson. Wokół Wielkich Jezior rozwinęła się gęsta sieć osadnicza.
Kotliny tworzące podłoże Wielkich Jezior mają pochodzenie tektoniczne; wypełniły się wodą w czasie ostatniego zlodowacenia, około 10 tysięcy lat temu. Kotliny te charakteryzują się znacznymi głębokościami, na skutek czego większość jezior (z wyjątkiem jeziora Erie) jest kryptodepresjami (patrz załączony profil).

## Znaczenie w gospodarce
Około 25% kanadyjskiej produkcji rolnej oraz około 7% amerykańskiej pochodzi z basenu Wielkich Jezior. W Stanach Zjednoczonych Wielkie Jeziora są uważane za czwarte wybrzeże morskie, natomiast w Kanadzie za dominujący czynnik industrializacji.

## Zanieczyszczenie
W wyniku dużego zaludnienia okolicy, rozwoju rolnictwa i przemysłu jeziora są zanieczyszczone – najbardziej Erie, a następnie Ontario. Najczystszą wodą wyróżnia się Jezioro Górne. W 1972 Stany Zjednoczone i Kanada podpisały porozumienie (ang. Great Lakes Water Quality Agreement) mające na celu ochronę wód oraz koordynację zabiegów poprawiających czystość wód. Zatwierdzono 13 obszarów działań badawczych, zapobiegawczych oraz interwencyjnych. Ostatnie uaktualnienie traktatu miało miejsce 7 września 2012.